# Targionia arthrophyti
Targionia arthrophyti är en insektsart som först beskrevs av Archangelskaya 1931.  Targionia arthrophyti ingår i släktet Targionia och familjen pansarsköldlöss. Inga underarter finns listade i Catalogue of Life.